# Stay the Ride Alive
Stay the Ride Alive è il trentasettesimo singolo del cantante rock giapponese Gackt pubblicato il 1 gennaio 2010.

## Tracce
1. Stay the Ride Alive – 4:38
2. Stay the Ride Alive (Classic Edit) – 4:05
3. Stay the Ride Alive (Instrumental) – 4:36